# Estación de Loiola (Euskotren Trena)
La estación de Loiola en el término municipal de San Sebastián es una estación ferroviaria situada en el barrio de Loiola, en el paseo homónimo, a la altura de la calle Urbía, que pertenece a la empresa pública Euskal Trenbide Sarea, dependiente del Gobierno Vasco. Da servicio a la línea del metro de San Sebastián del operador Euskotren Trena, denominada popularmente el Topo. La nueva estación entró en servicio el 5 de marzo de 2017.

## Historia
El ferrocarril pasa por aquí desde 1912. En aquel entonces, los trenes se bifurcaban aquí: los de la frontera se dirigían hacia el este dirección Irún y Hendaya, mientras que los del tranvía a Hernani se dirigían hacia el sur hacia Astigarraga y Hernani. Por ello la estación estaba construida con forma de triángulo, con 4 andenes al mismo nivel y con el centro de mandos situado entre los andenes centrales.
El servicio de tranvía hacia el sur fue suprimido en la segunda mitad del siglo XX, en la época en la que los ferrocarriles decaían y daban paso al vehículo privado. Fue entonces cuando, a raíz de una reforma integral de la línea "Topo", se construyó una nueva estación elevada, esta vez con solo dos vías y dos andenes.
A medida que el barrio ha ido creciendo, aumentaron las protestas por la división física que el muro del tren causaba al barrio, protestas que hicieron que se proyectase una nueva estación, situada sobre la avenida Loiola y que trancurriría el resto apoyado por pilares, y no sobre un muro continuo. Para 2015 se construyó, paralela a la estación, una estación provisional mientras construían la nueva en el lugar donde estaba la anterior. La nueva estación se espera que entre en servicio el 5 de marzo de 2017, eliminando definitivamente la división del barrio. Sin embargo, no será hasta otoño de este año, cuando se elimine la estación provisional, se haga la salida oeste del andén 2 y se urbanice el entorno.

## Accesos
- Travesía de Loiola
- La Salle (Andén 1)